# 無伴奏ヴァイオリンのためのソナタとパルティータ
ヨハン・ゼバスティアン・バッハの作曲した無伴奏ヴァイオリンのためのソナタとパルティータ（むばんそうヴァイオリンのためのソナタとパルティータ、原題:イタリア語: Sei Solo a Violino senza Basso accompagnato）BWV1001-1006は、3曲ずつのソナタ（BWV番号は奇数）とパルティータ（BWV番号は偶数）合計6曲からなり、ヴァイオリン独奏の楽曲として、今日では古今の名作の一つに数えられる。

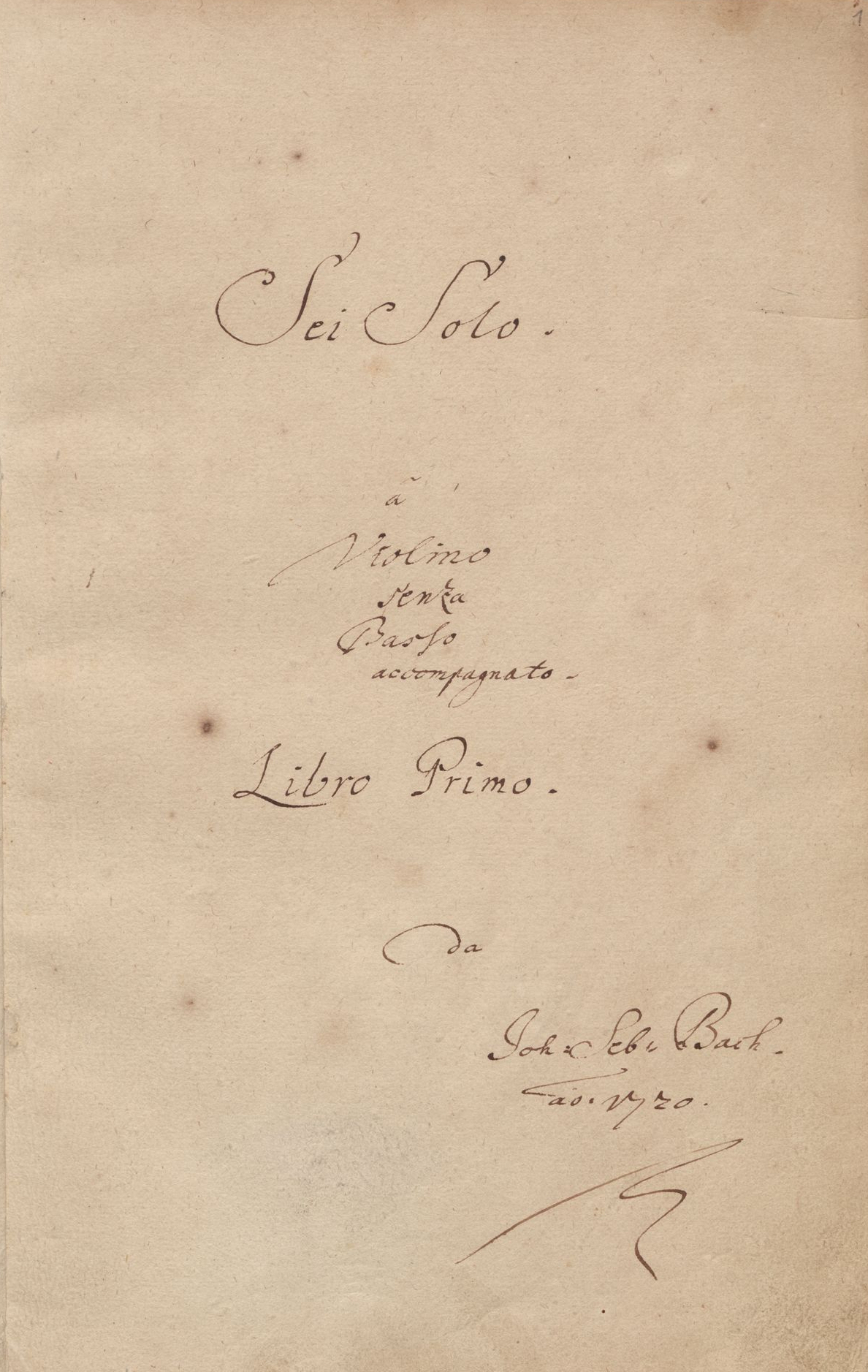
自筆譜表紙：Sei Solo a Violino senza Basso accompagnato（イタリア語）

## 作曲の背景

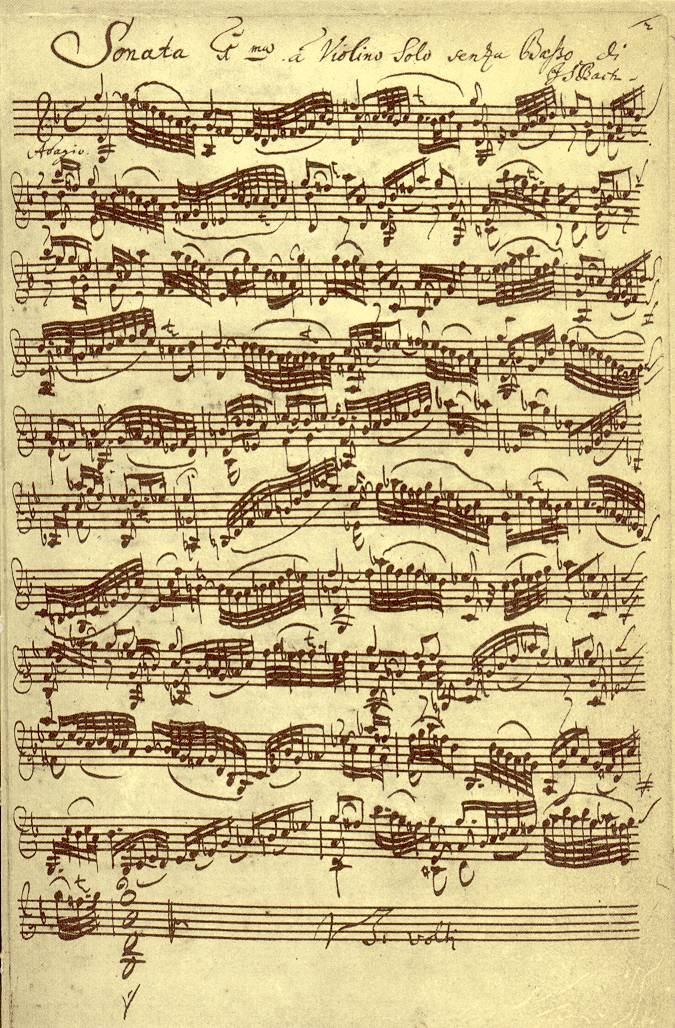
ソナタ第1番 アダージョ（自筆譜）

作曲時期は1720年。バッハが35歳の頃、ケーテン宮廷楽長として音楽好きの君主レオポルト侯に仕え、多くの世俗曲（協奏曲、室内楽曲）を書いていた頃の楽曲である。
バッハ自身の自筆譜による原版はベルリンのプロイセン文化財国立図書館の音楽部門に所蔵されている。そのタイトル・ページには「無伴奏ヴァイオリンのための6曲の独奏曲、第1巻、ヨハン・ゼバスティアン・バッハ作、1720年」とイタリア語で記されている。「第1巻」とあるが、「第2巻」というのは「無伴奏チェロ組曲」のことである。

バッハならではの達筆で記された原版には誤記や訂正はほとんどなく、清書であったことがわかるが、草稿は残されていない。
3曲のフーガ、有名なシャコンヌをはじめとして、全体に重音奏法が多く、演奏は容易ではない。ヴァイオリンによる対位法的表現はバッハ一人の発明ではなく、その前にはイタリアのフランチェスコ・ジェミニアーニ、ドイツのハインリヒ・イグナツ・フォン・ビーバー、ヨハン・パウル・フォン・ヴェストホフ、ヨハン・ヤーコプ・ヴァルター、ジャン・バティスト・ヴォリュミエ、ヨハン・ゲオルク・ピゼンデルといった作曲家が試みている。このバッハの「無伴奏ヴァイオリンのためのソナタとパルティータ」はとくにヨハン・ゲオルク・ピゼンデルの影響が指摘される。バッハはビゼンデルとも交流があったことから、ヴァイオリン奏者としても名高かったピゼンデルのために書いたのではないか、とも推定されている。

## 各曲について
3曲の「ソナタ」は、緩—急—緩—急の4楽章の、典型的な教会ソナタの形式をとっている。ソナタの第2楽章にはどれも長大なフーガを置いている。
一方「パルティータ」は、第1番・第2番がアルマンド、クーラント、サラバンド、ジーグという組曲の典型的な4楽章形式をとり、第3番は前奏曲、ルール、ガヴォット、メヌエット、ブーレ、ジーグと、フランス風の管弦楽組曲を思わせる舞曲を配置している。なお、第1番はジーグのかわりにブーレがおかれ、第2番は4曲の舞曲のあとに、有名なシャコンヌが置かれている。また、曲によっては曲の後半を「ドゥーブル」として、一種の変奏曲にしている。

### ソナタ第1番ト短調 BWV1001
全6曲の導入にふさわしい厳粛な雰囲気を持っている。なおバッハは、この曲の第2楽章を、リュートのためにも編曲している（フーガ ト短調 BWV1000）。
1. Adagio 4重音から始まり、全曲を通じて重音を多用する。プレリュード風の曲である。
2. Fuga. Allegro 4弦しかないヴァイオリンで複数声部のフーガを滑らかに弾くのは技巧が必要である。途中に単旋律が現れるが、ヴァイオリンの残響を利用して旋律を支える和音も表現されている。
3. Siciliana 変ロ長調 その名の通りシチリアーナ形式の舞曲。ゆったりとした子守唄。
4. Presto 上昇音型、下降音型を多用する。後にブラームスがピアノによる編曲を二曲遺している。

### パルティータ第1番ロ短調 BWV1002
4つの全ての舞曲の後半にそれぞれ、ドゥーブル（変奏）が置かれている。
1. Allemanda - Double：重音をふんだんに使った、荘重な第一楽章。
2. Corrente - Double. Presto：重音は出てこないものの移弦が多く、結果重音奏法と同じだけのボウイングが求められる。
3. Sarabande - Double
4. Tempo di Borea - Double：第一楽章同様に効果的な重音奏法が多い。

### ソナタ第2番イ短調 BWV1003
クラヴィーアのための編曲（BWV964）もあるが、本当にバッハ自身の手による編曲かどうかは不明である。第2楽章の「フーガ」は287小節にも及ぶ長大なものである。また、第3楽章の「アンダンテ」では、1本のヴァイオリンで旋律と通奏低音の二声を弾く。
1. Grave
2. Fuga
3. Andante
4. Allegro

### パルティータ第2番ニ短調 BWV1004
257小節に及ぶ長大な「シャコンヌ」を終曲にもつこのパルティータ第2番はこの曲集の頂点の一つを形成するもので、最も著名な作品である。全5曲。
1. Allemanda
2. Corrente
3. Sarabanda
4. Giga
5. Ciaccona
シャコンヌの名称どおり変奏曲の形式を持つが、ニ長調の中間部を有する三部形式とも取れる。音楽的な構成としては、冒頭の8小節に現れる低音の下行テトラコードをシャコンヌ主題とし、種々の変形を受けながらこの主題が32回現われ、そのたびに上声を連続的に変奏する壮大な作品となっている。

エディソン・デニソフは全曲に管弦楽伴奏を施し、ヴァイオリン協奏曲に編曲している。シャコンヌについては、ヨハネス・ブラームスによる左手の練習のためのピアノ版、フェルッチョ・ブゾーニによる両手のためのピアノ版、レオポルド・ストコフスキーや斎藤秀雄による管弦楽版など様々に編曲されている。

### ソナタ第3番ハ長調 BWV1005
ソナタ全3曲中、唯一の長調である。第2楽章のフーガは354小節からなる長大なものである。「来たり給え、創造主なる聖霊よ（Komm, Gott Schöpfer, heiliger Geist）」が主題となっている。
1. Adagio
2. Fuga (Alla breve)
3. Largo
4. Allegro assai

### パルティータ第3番ホ長調 BWV1006
明るく、華麗な曲風を持っている。バッハ自身による、リュートのため（ハープという説もある）の編曲作品も残している（BWV1006a）。「Preludio」、「Gavotte en Rondeau」、「Gigue」はラフマニノフによってピアノ用に編曲されている。
1. Preludio
2. Loure
3. Gavotte en Rondeau
4. Menuet I
5. Menuet II
6. Bourrée
7. Gigue